# Darren Webster
Darren Webster (* 10. Juni 1968 in Norwich, Norfolk) ist ein englischer Dartspieler.

## Karriere

### 2002–2006: Vom Beginn der Karriere bis zum WM-Viertelfinale
Webster wurde im Jahr 2002 Profi bei der Professional Darts Corporation. Er ging damit im Gegensatz zu den meisten Dartspielern nicht den Weg über die British Darts Organisation.
Seine ersten PDC-Turniere waren die UK Open Qualifiers 2002/03. Durch gute Leistungen konnte er sich direkt für die UK Open 2003, sein erstes Darts-Major, qualifizieren. Er überstand die erste Runde, schied jedoch in seinem zweiten Spiel gegen John Lowe aus.
Bei den UK Open Qualifiers 2003/04 erreichte Webster sein erstes PDC-Finale, das er gegen Peter Manley verlor. Außerdem kam er ein weiteres Mal ins Viertelfinale. Bei den UK Open 2004 durfte Webster daher später ins Turnier einsteigen, verlor aber sein erstes Spiel mit 7:8 gegen James Wade. Im Juni 2004 qualifizierte er sich für das erstmals ausgetragene Las Vegas Desert Classic, wo er in der ersten Runde ausschied. Die UK Open Qualifiers 2004/05 absolvierte Webster unter anderem mit einem Viertelfinaleinzug erfolgreich; bei den anschließenden UK Open zog Webster dann erstmals in die Runde der letzten 32 ein.
Sowohl beim Las Vegas Desert Classic 2005 als auch beim World Matchplay 2005, für das sich Webster erstmals qualifiziert hatte, verlor er direkt sein Erstrundenmatch. Im Oktober 2005 gewann Webster das Open Oust Nederland im Finale gegen Co Stompé.
Als Nummer 32 der PDC Order of Merit qualifizierte sich Webster knapp für die PDC World Darts Championship 2006; er verlor jedoch bei seiner ersten WM-Teilnahme in der ersten Runde gegen den niederländischen Qualifikanten Erwin Extercatte.
Das Dartsjahr 2006 verlief für ihn eher weniger erfolgreich. Nach erfolgreichem Absolvieren des PDPA Qualifiers konnte er sich aber dennoch für die PDC World Darts Championship 2007 qualifizieren. Dort konnte er nach Siegen gegen Bob Anderson, Adrian Gray und Wynand Havenga bis ins Viertelfinale vorpreschen. Erst dann wurde er vom späteren Finalisten Phil Taylor geschlagen.

### 2007–2016: Von der Karrierepause zur Tour Card
Bei der PDC Pro Tour 2007 war dann allerdings wieder wenig drin für Webster. Dem gegenüber stand die erste Achtelfinalteilnahme bei den UK Open. Das reichte aber nicht aus, um sich für die Weltmeisterschaft zu qualifizieren.
Zwischen 2008 und 2011 nahm Webster – mit Unterbrechung im Frühjahr 2010 – kaum an Dartsturnieren teil; erst im Frühjahr 2012 griff er wieder an. Er nahm an der PDC Qualifying School 2012 teil, konnte sich jedoch keine Tour Card sichern. Als Associate Member der PDPA konnte er jedoch trotzdem bei den meisten Turnieren der PDC Pro Tour 2012 teilnehmen. Dabei erreichte er zweimal das Viertelfinale und einmal das Halbfinale. Außerdem qualifizierte er sich zweimal für die neue European Tour. Bei der anschließenden Weltmeisterschaft verlor er in der ersten Runde gegen Mark Walsh.
Durch seine Erfolge auf der Tour konnte sich Webster direkt eine Tour Card für das kommende Jahr sichern. Allerdings konnte er erst gegen Ende des Jahres größere Erfolge feiern: Bei der PDC Pro Tour 2013 kam Webster dreimal ins Viertelfinale und zweimal ins Halbfinale und gewann im Oktober das Gleneagle Irish Masters. Bei der PDC World Darts Championship 2014 verlor Webster erneut in der ersten Runde, dieses Mal mit 2:3 gegen James Wade.
Bei den Dutch Darts Masters 2014 kam Webster erstmals auf der European Tour in ein Achtelfinale. Auf der PDC Pro Tour 2014 erreichte Webster erstmals sechs Viertelfinals. Durch seine guten Leistungen qualifizierte er sich wieder für das World Matchplay und auch erstmals für den World Grand Prix und die Players Championship Finals, schied jedoch alle drei Male in der ersten Runde aus. Über den Wild Card Qualifier kam Webster zum Grand Slam of Darts 2014, wurde jedoch ohne Sieg Gruppenletzter.
Bei der PDC World Darts Championship 2015 gewann Webster das erste Spiel mit 3:1 in Sätzen gegen Simon Whitlock, verlor in der zweiten Runde jedoch knapp gegen Dean Winstanley. Die PDC Pro Tour 2015 war für Webster mit einem Viertelfinale weniger erfolgreich, so dass er sich nur knapp über die Order of Merit für die PDC World Darts Championship 2016 qualifizieren konnte. Nach einem Erstrundensieg gegen John Henderson kassierte er einen Whitewash gegen Michael van Gerwen.
Nachdem er sich für die erste Runde der UK Open 2016 qualifiziert hatte, gewann Webster insgesamt vier Spiele und zog damit ins Achtelfinale ein. Auf der PDC Pro Tour 2016 kam er zweimal ins Halbfinale. Außerdem gelang ihm erneut die Qualifikation für den Grand Slam of Darts; dabei glänzte er zwar mit einem 5:0-Sieg gegen Phil Taylor, schied jedoch trotzdem als Gruppendritter aus.
Nach Siegen über Jonny Clayton, Simon Whitlock, Alan Norris und Christian Kist kam Webster bis ins Halbfinale der Players Championship Finals 2016, sein bestes Ergebnis bei einem Major-Turnier.
Bei der PDC World Darts Championship 2017 kam Webster bis ins Achtelfinale; er schlug Stephen Bunting und Simon Whitlock, bevor er mit 1:4 in Sätzen gegen Michael van Gerwen verlor.

### 2017 – heute: Erster Tour-Sieg, aber trotzdem Verlust der Tourkarte
Die PDC Pro Tour 2017 war die bislang erfolgreichste für Webster. Bei den UK Open Qualifiers 2017 glänzte er unter anderem mit einem Neundarter. Mit dem Players Championship Nummer 15 im Jahr 2017 kam es zu Websters erstem Sieg bei einem PDC-Rankingturnier. Er gewann das Finale mit 6:1 gegen Daryl Gurney.
Beim anschließenden World Matchplay 2017 erreichte Webster erstmals das Viertelfinale. Der World Grand Prix und die European Darts Championship endeten für ihn allerdings abermals in der ersten Runde.
Er qualifizierte sich erneut über den Wild Card Qualifier für den Grand Slam of Darts 2017. Dort erreichte Webster erstmals – wenn auch knapp – das Achtelfinale, das er gegen Phil Taylor verlor. Auch bei den Players Championship Finals kam er ins Achtelfinale.
Bei der PDC World Darts Championship 2018 war Webster erstmals als Nummer 23 der PDC Order of Merit gesetzt. Er gewann sein Erstrundenmatch gegen Devon Petersen mit 3:2 in Sätzen. In der zweiten Runde konnte er dann auch den höher gesetzten Simon Whitlock schlagen, bevor er sich mit einem 4:0-Sieg über Toni Alcinas in ein WM-Viertelfinale spielen konnte. Dieses verlor er dann allerdings glatt mit 0:5 gegen Jamie Lewis.
Bei den UK Open Qualifiers 2018 kam Webster einmal ins Finale, das er mit 3:6 gegen Michael van Gerwen verlor. Ansonsten erreichte er in diesem Jahr ein Halbfinale bei den Players Championships 2018 sowie ein Viertelfinale auf der European Tour bei den International Darts Open. Beim World Matchplay 2018 besiegte Webster Steve Lennon und im Achtelfinale den Weltmeister Rob Cross. Erst im Viertelfinale verlor er gegen den späteren Finalisten Mensur Suljović. Auch beim World Grand Prix konnte Webster ein Spiel gewinnen.
Bei der European Darts Championship 2018 überstand Webster zweimal den Last-Leg-Decider gegen Stephen Bunting und Cristo Reyes um bis ins Viertelfinale einzuziehen. Dies verlor Webster mit 5:10 gegen Max Hopp.
Bei der PDC World Darts Championship 2019 kassierte Webster einen 0:3-Whitewash in Sätzen gegen seinen Erstrundengegner Vincent van der Voort und schied damit früh aus dem Turnier aus. Er konnte sich jedoch durch seine guten Leistungen im Vorjahr für die Top 16 der Order of Merit und damit erstmals für das Masters qualifizieren, wo er in der ersten Runde gegen Stephen Bunting verlor. Auf der European Darts Tour 2019 erreichte Webster in diesem Jahr zwei Viertelfinals bei der German Darts Championship und beim European Darts Grand Prix. Beim World Matchplay und bei der European Darts Championship schied er jedoch in der ersten Runde aus.
Beim Grand Slam of Darts 2019 kam Webster wieder ins Achtelfinale, das er mit 1:10 gegen den späteren Turniersieger Gerwyn Price verlor.
Die PDC World Darts Championship 2020 endete für Webster in der dritten Runde. Nachdem er gegen Yuki Yamada mit 3:0 gewonnen hatte, ging sein Match gegen Adrian Lewis in den letzten Satz, den er mit 2:4 in Legs verlor.
Die PDC Pro Tour 2020 verlief weniger erfolgreich; er qualifizierte sich erstmals nicht für das World Matchplay und auch nicht für die European Darts Championship. Für die Players Championship Finals 2020 rückte Webster nur ins Teilnehmerfeld, weil Mensur Suljović seine Teilnahme zurückzog. Er schied jedoch in der ersten Runde gegen Jeffrey de Zwaan aus.
Auch qualifizierte sich Webster erstmals wieder nicht für die Weltmeisterschaft. Bei den UK Open 2021 startete Webster in der dritten Runde, wo er mit 6:4 gegen Ted Evetts gewann. In der vierten Runde unterlag er mit 5:10 Darius Labanauskas.
Bei der Hungarian Darts Trophy verlor Webster in Runde eins mit 4:6 gegen Richard Veenstra. Dies war Websters vorerst letzter Auftritt vor Publikum. Er verpasste die Qualifikation für die anderen Majors oder die Gibraltar Darts Trophy und verlor damit zum Ende des Jahres 2021 die Tour Card. Damit startete Webster bei der PDC Qualifying School 2022 in der Final Stage. Dabei erlangte er am zweiten Tag auf direktem Weg seine Tour Card zurück.
2024 musste Webster erneut in die Q-School, startete dabei aber wieder in der Final Stage. Er erreichte dabei ein Achtel- und ein Viertelfinale, verlor aber am vierten Tag mit 2:6 gegen Ted Evetts in der zweiten Runde. Mit fünf Punkten und einer Legdifferenz von +12 belegte er am Ende Rang elf in der Q-School Order of Merit, wodurch er denkbar knapp die Tour Card verpasste. Der punktgleiche Adam Hunt stand nur wegen eines gewonnenen Legs mehr auf Rang zehn in der Rangliste und gewann somit eine Tour Card.
Webster trat daraufhin im März bei den Isle of Man Classic an und schaffte es dort bis ins Halbfinale, welches er gegen den Turniersieger Jim McEwan verlor.

## Weltmeisterschaftsresultate
- 2006: 1. Runde (2:3-Niederlage gegen  Erwin Extercatte)
- 2007: Viertelfinale (1:5-Niederlage gegen  Phil Taylor)
- 2013: 1. Runde (1:3-Niederlage gegen  Mark Walsh)
- 2014: 1. Runde (2:3-Niederlage gegen  James Wade)
- 2015: 2. Runde (3:4-Niederlage gegen  Dean Winstanley)
- 2016: 2. Runde (0:4-Niederlage gegen  Michael van Gerwen)
- 2017: Achtelfinale (1:4-Niederlage gegen  Michael van Gerwen)
- 2018: Viertelfinale (0:5-Niederlage gegen  Jamie Lewis)
- 2019: 2. Runde (0:3-Niederlage gegen  Vincent van der Voort)
- 2020: 3. Runde (3:4-Niederlage gegen  Adrian Lewis)
- 2024: 1. Runde (1:3-Niederlage gegen  Niels Zonneveld)

## Titel

### BDO
- Weitere
  - 2011: England Classic Early Bird

### PDC
- Pro Tour
  - Players Championships
    - Players Championships 2017: 15
- Weitere
  - 2005: Open Oust Nederland
  - 2013: Gleneagle Irish Masters

### Andere
- 2011: Eastbourne Open 1
- 2012: Southend Open